# Olav Sepp

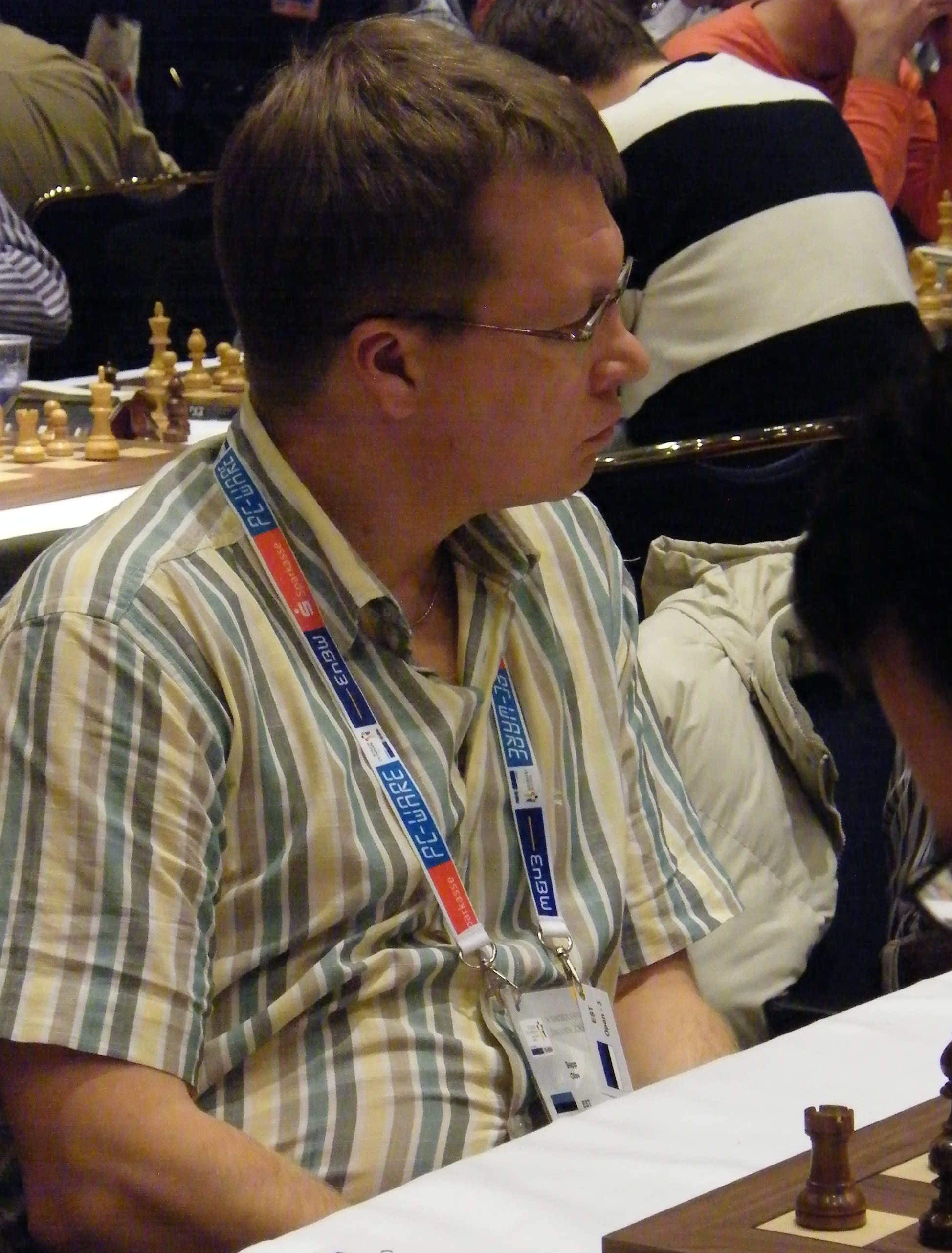
Olav Sepp in 2008

Olav Sepp (Tallinn, 5 mei 1969) is een Estische schaker met een FIDE-rating van 2436 in 2016. Hij is sinds 1994 een internationaal meester (IM). 

## Resultaten
Hij werd zes keer kampioen van Estland (1989, 1991–1995), diverse keren eindigde hij bij de eerste drie: 2e plaats 1997, 3e plaats 1998, 2e plaats 1999 en 2000, 3e plaats 2001, 3e plaats 2005 (gedeelde 2e plaats met 6 pt. uit 9,  tie-break verloren), en 2e plaats 2006 (gedeelde 1e plaats,  tie-break verloren). Acht keer vertegenwoordigde hij  Estland in Schaakolympiades: 1992, 1994, 1996, 2000, 2004, 2006, 2008 en 2010. Vier keer (1992, 2003, 2005 en 2007) nam hij deel aan het Europees schaakkampioenschap voor landenteams.
Bij de Europese Club Cup kwam Olav Sepp driemaal uit namens Estische verenigingen: Paide MK en Pärnu MK en tweemaal met de Finse vereniging Etelä-Vantaan Shakki.